# 奇蝦
奇蝦是一種於美國、加拿大、波蘭、澳洲及中國的寒武紀沉積岩均有發現的古生物，屬於奇蝦科的奇蝦屬（意為「古怪的蝦（Abnormal shrimp）」），是節肢動物門的基群（曾經被划入叶足动物门下）。英國古生物學家約瑟夫·弗雷德里克·懷特韋斯首次發現奇蝦化石，查爾斯·都利特·沃爾科特則在伯吉斯頁岩考察到更多牠們的化石。哈里·B·惠廷顿與德里克·布里吉斯於1985年的《科學》中將許多奇蝦的化石碎片誤認為不同的物種。

## 特徵

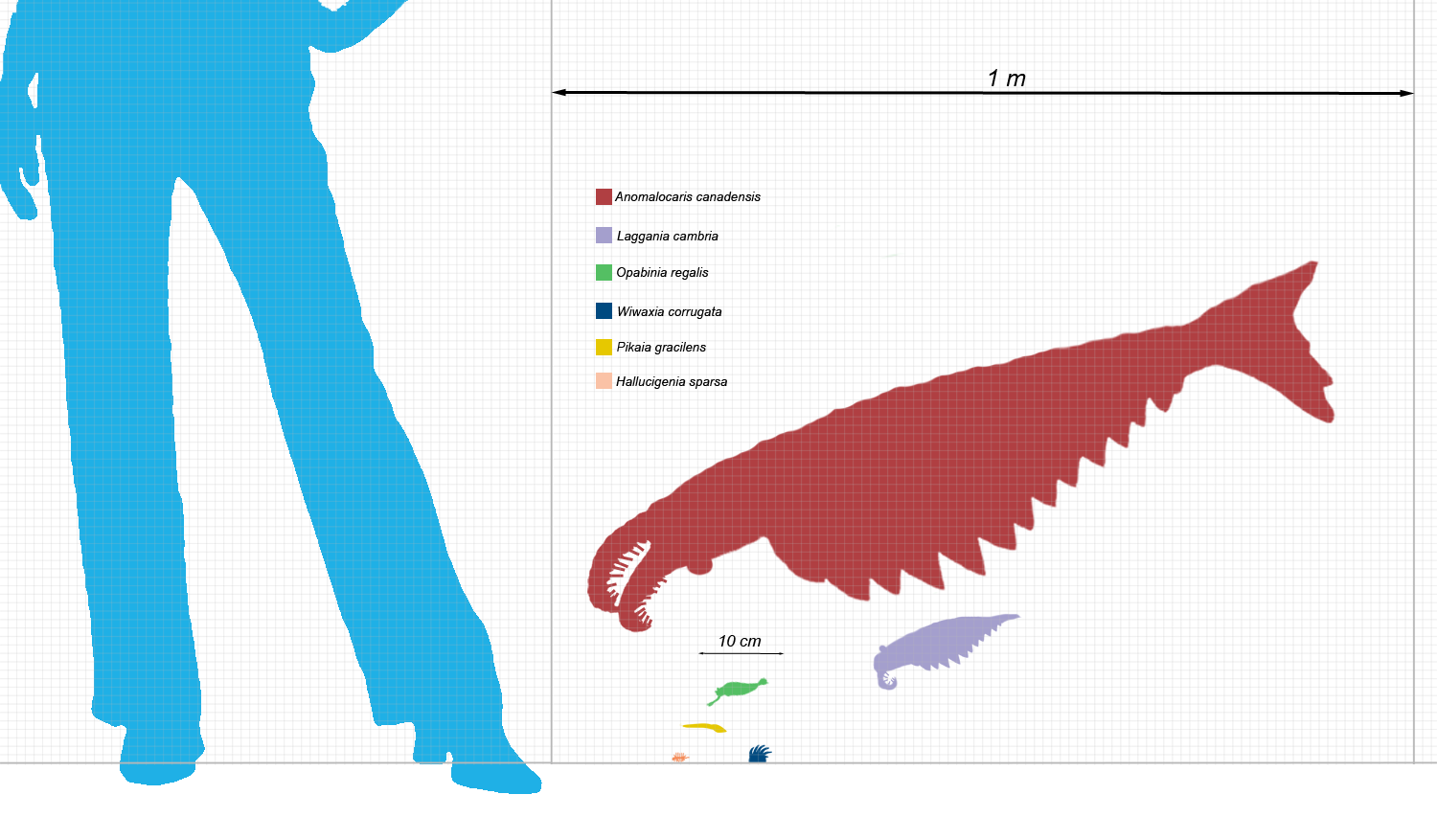
奇蝦與人類大小的比較

奇蝦是一種扁平、具有體節結構的海洋動物，包含前附肢的体长可达70（28英寸），可以使用身體兩側的柔軟附肢在水中作波浪狀移動，附肢在身體的兩側重疊在一起，形成單一的「扇片」來幫助身體在水中移動 。身體最寬的地方位於第三與第五對附肢之間，越往尾部接近就越窄，並且至少擁有11對附肢。越接近尾端的附肢很難分辨，所以附肢的數量難以計算。奇蝦具有一對很大的眼睛（複眼），估計有多達16,000個水晶體。 

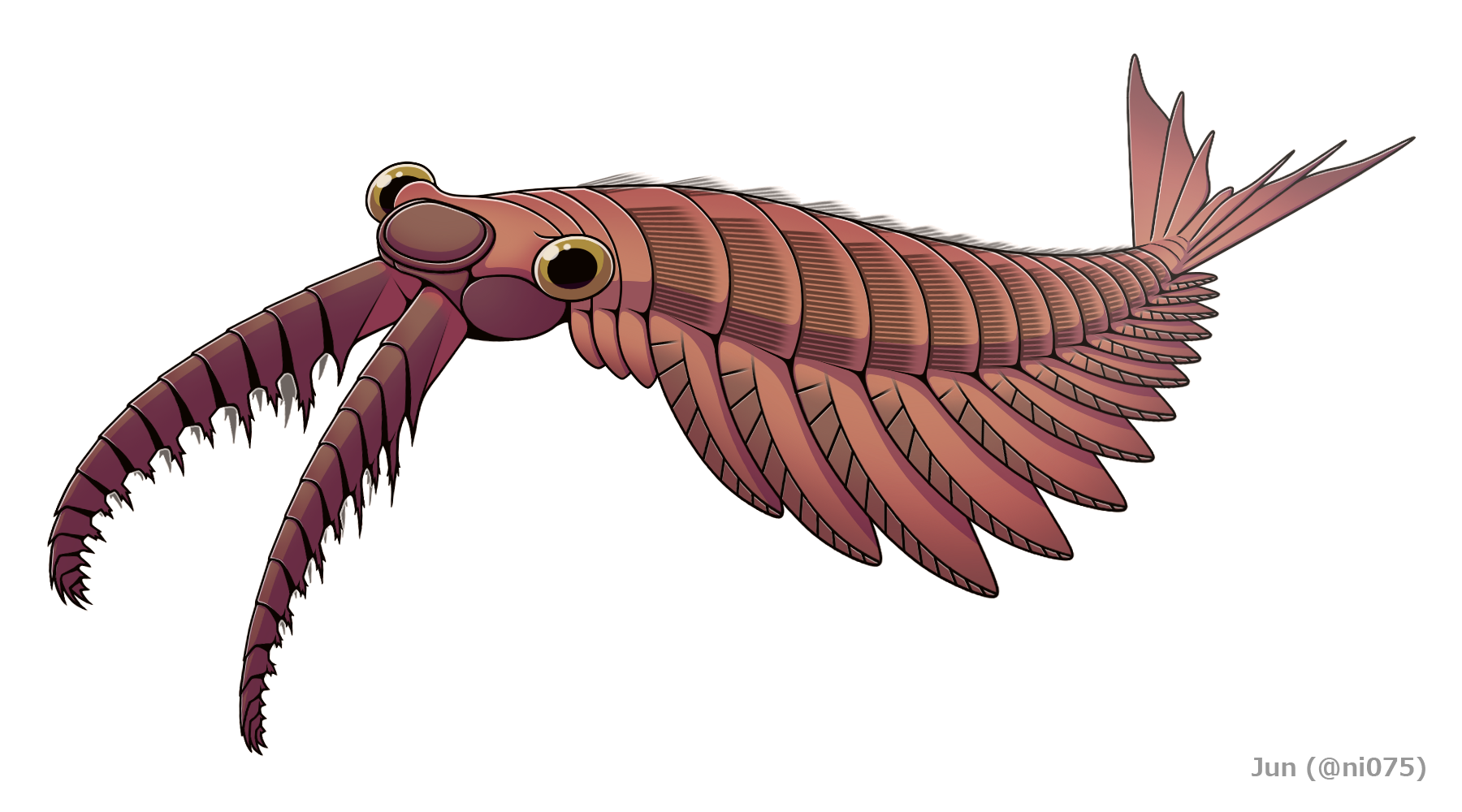
加拿大奇蝦（A. canadensis）的重建圖1

奇蝦口部前具有兩個狀似蝦尾部的附肢，張開可達七英呎（213公分）。奇蝦口錐結構非常獨特，為32個重疊的牙板所構成，包括3個大牙板與32個小牙板，形似菠蘿切片，中央長有一圈堅硬尖銳的牙齒。比起圓形，其口部更像是三放射的，另外那一環牙齒並不能夠互相接觸到。并且，奇蝦的口錐更多是通過負壓來吸食獵物，而不是通過噬咬。奇蝦具有一個大型的尾扇，可以隨著附肢作波浪狀運動，很可能可以推動奇蝦在水中前進，並加速奇蝦轉彎 。

## 發現

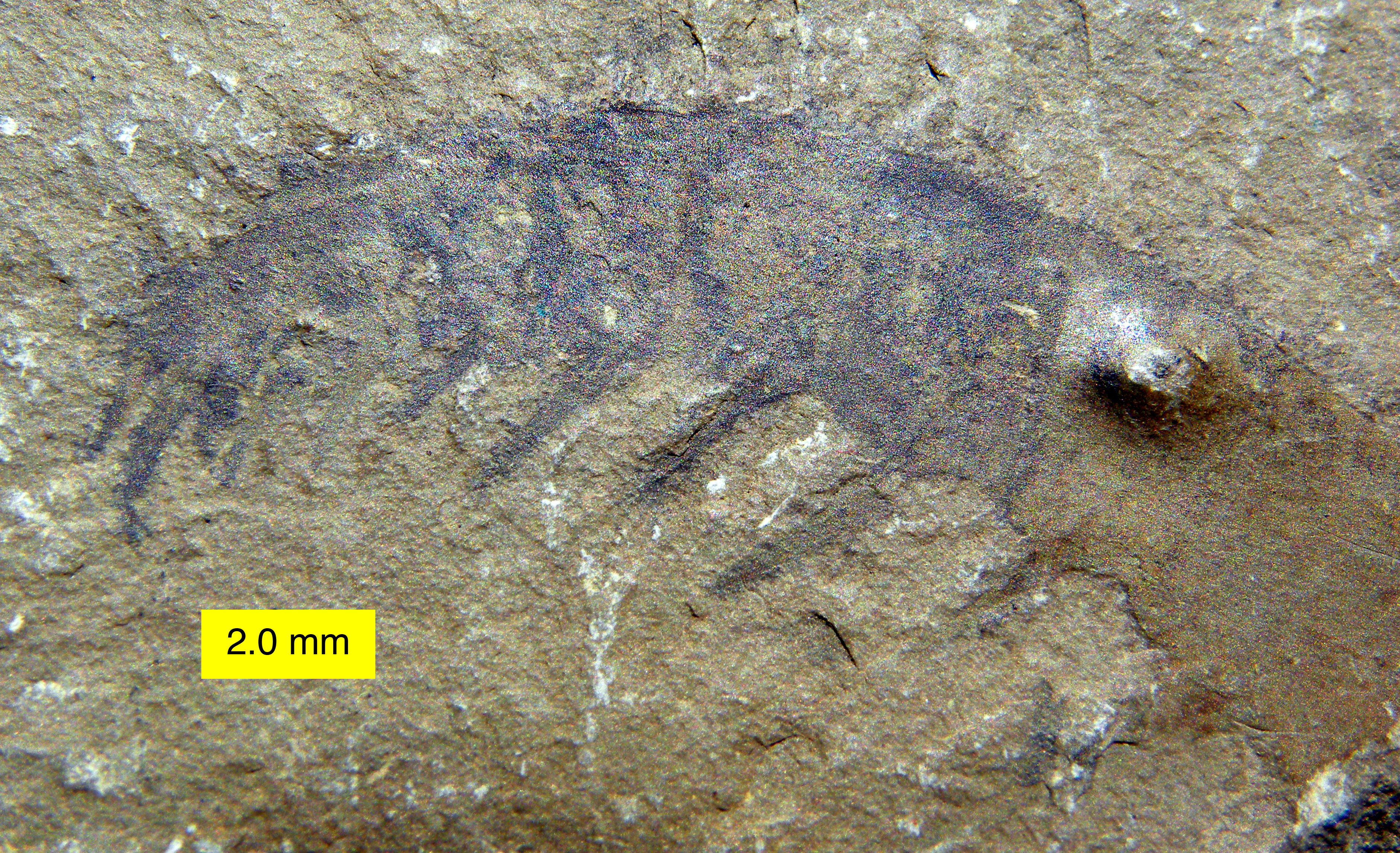
奇蝦化石，發現於加拿大不列颠哥倫比亞省寒武紀岩層

因為礦化作用的緣故，加上古生物學家不清楚奇蝦的身體結構，奇蝦曾多次被誤会。古生物學家認為奇蝦的嘴部與附肢比柔軟身體更硬，更容易成為化石。約瑟夫·弗雷德里克·懷特韋斯於1892年根據斷裂的附肢化石將奇蝦視為一種甲殼亞門生物，因為牠的外表類似龍蝦或蝦的尾部。查爾斯·都利特·沃爾科特首次發現奇蝦的嘴部化石，並誤以為牠是水母的一種。沃爾科特也發現奇蝦用來捕食的前肢，但是誤以為牠是西德尼蟲的尾端。賽門·康威·莫里斯發現嘴部與身體連接在一起的化石，但是他卻認為這是一種甲殼亞門生物。
哈里·B·惠廷顿後來發現水母真正的嘴部化石，確認這種化石並不是水母 。後來這種化石被正式命名為奇蝦，其他曾經使用過的名稱則被用來描述推甘蟲（Laggania）或皮托蟲（Peytoia）。
美国古生物学家史蒂芬·古尔德認為奇蝦的發現表明曾經有許多不同的動物門在寒武纪時代滅絕，這個論點仍然受到其他古生物學家爭論。
2011年，六個複眼化石在澳洲坎加鲁岛伊谬湾被古生物學家發現。古生物學家認為這是奇蝦的複眼化石首次被發現，証實奇蝦確實是節肢動物。這項發現也指出節肢動物的複眼可以「分辨敵方或友方，並偵測周遭環境的特徵」，顯示複眼進化很早，比堅硬的外骨骼或外肢相接的演化還早。古生物學家長久以來都認為三葉蟲的複眼是當代生物中最敏銳的，但是這項發現顯示奇蝦的複眼比三葉蟲還要敏銳三十倍，而三葉蟲只能分辨白天或夜晚。奇蝦的複眼長3公分，水晶體數量之多只有現代蜻蜓（擁有28,000個水晶體）可以相提並論。

## 生態

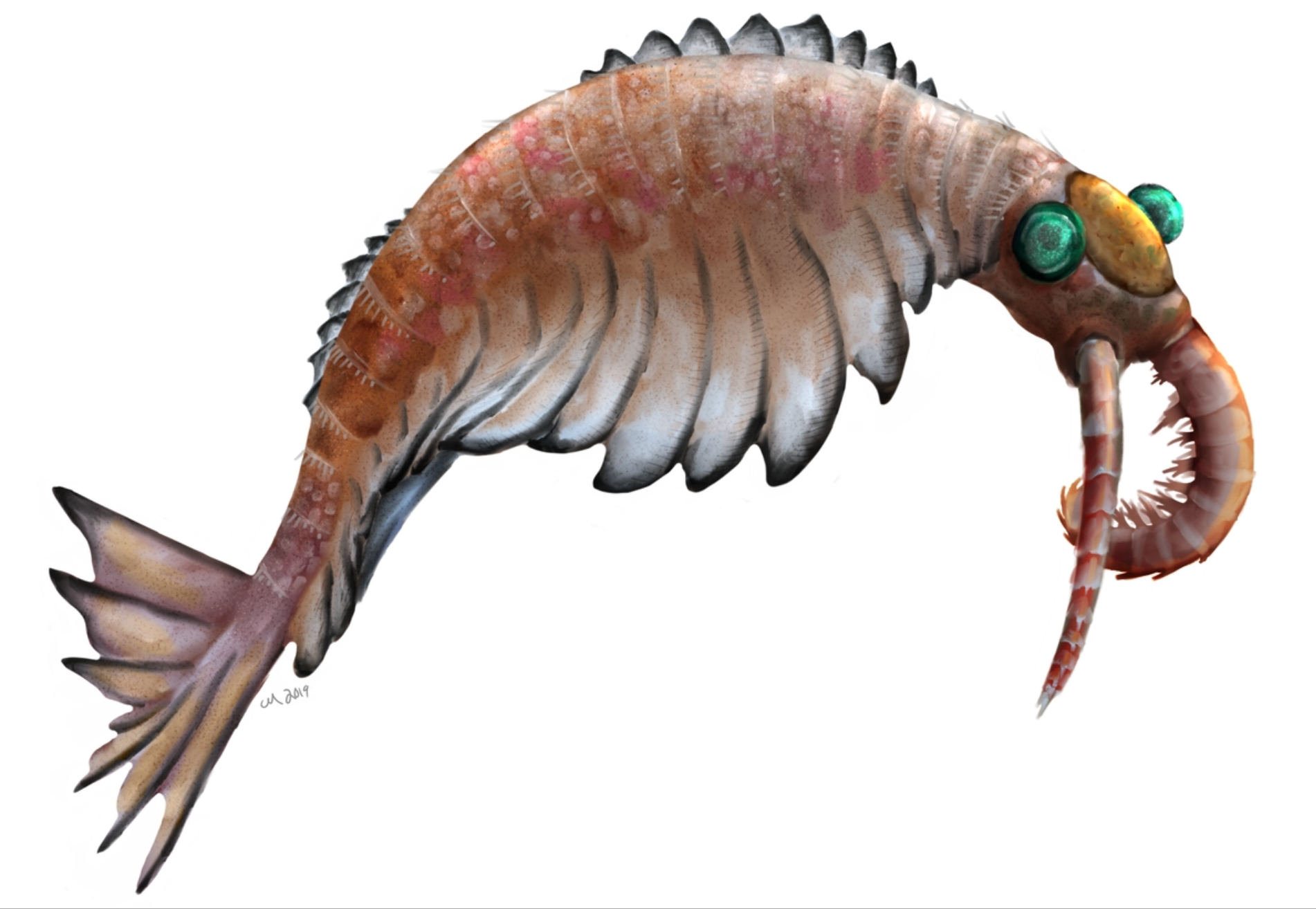
加拿大奇蝦（A. canadensis）的重建圖2

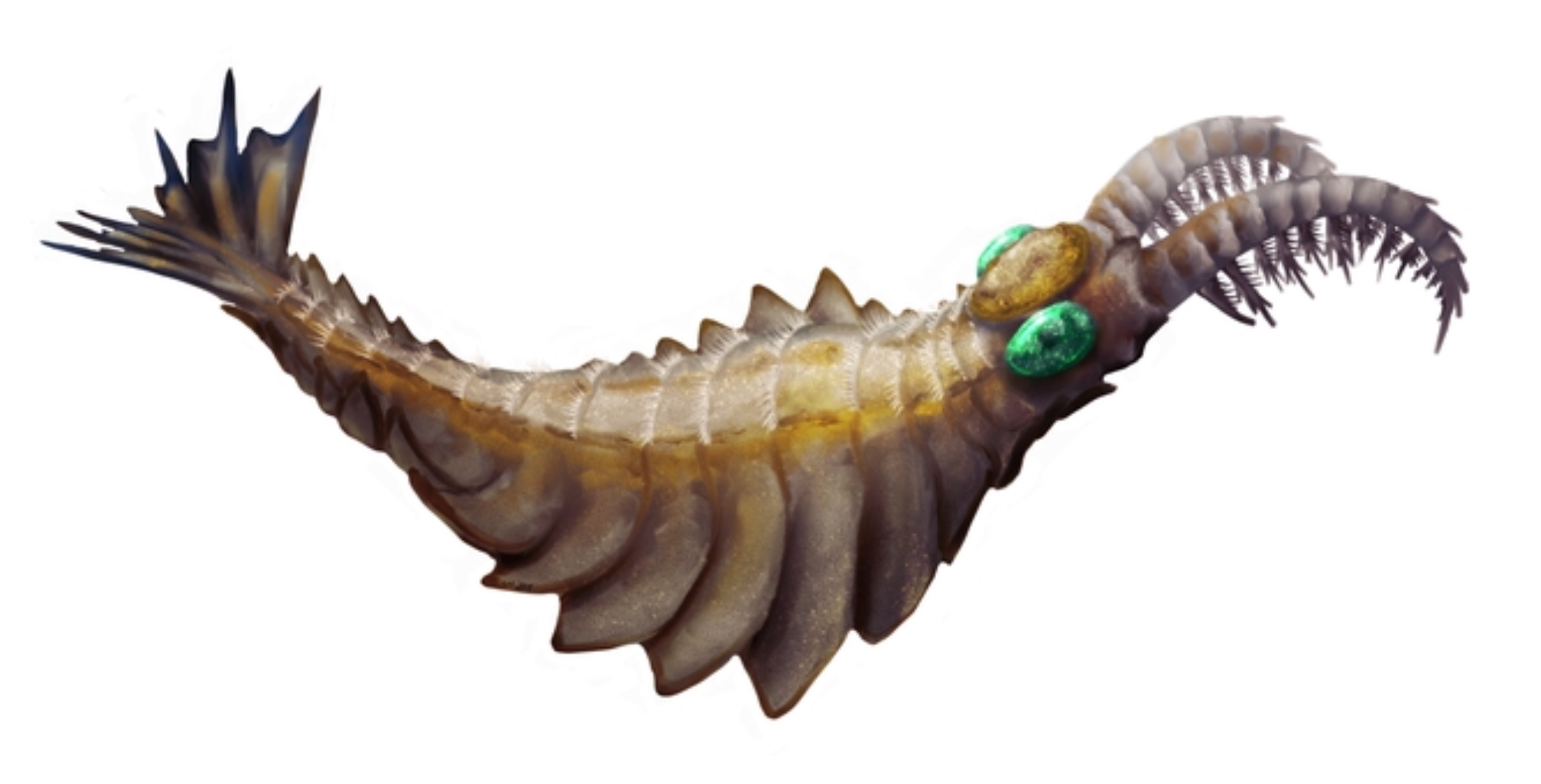
A. magnabasis的重建圖

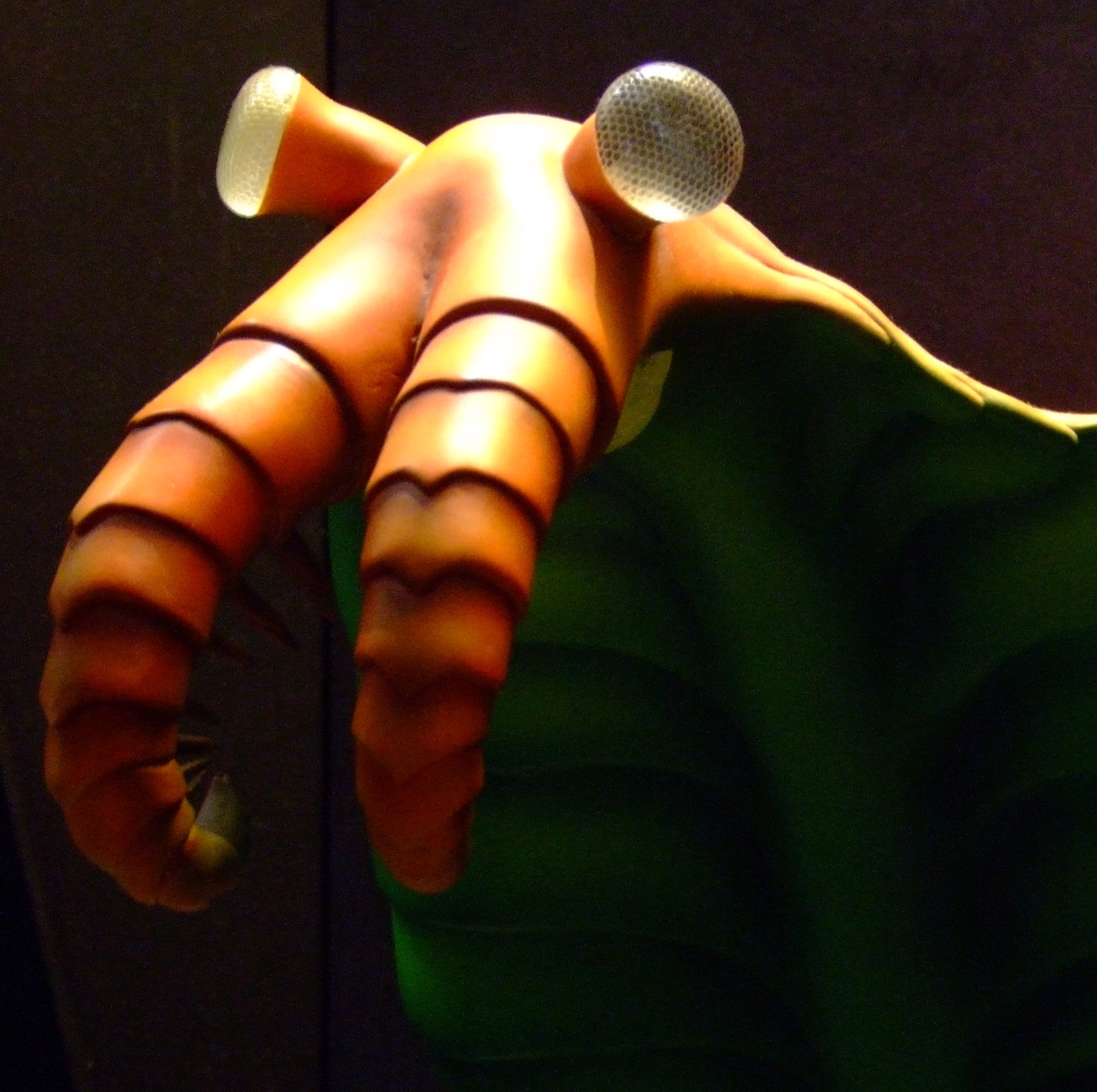
英國倫敦自然史博物馆中的奇蝦模型

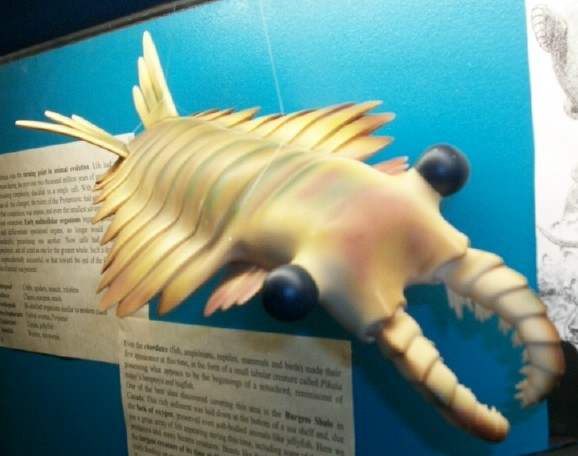
澳洲坎培拉澳洲國立恐龍博物館（National Dinosaur Museum）中的奇蝦模型

奇蝦在寒武紀的海洋中分佈十分廣泛，世界各地都可以見到牠們的蹤跡，包括加拿大、美國猶他州、澳洲與中國，生存時間從寒武紀早期至中期。奇蝦擁有強壯的嘴部結構，可以穿透貝類的外殼，顯示牠們是一種掠食者。古生物學家在一些三葉蟲化石上找到圓形或W型的咬痕，後來確認是奇蝦所造成的。
糞化石也為奇蝦捕獵三葉蟲的說灋提供了更有力的證據。粪化石中包含的三葉蟲碎片相當巨大，奇蝦是唯一一種可以造成這種現象的生物。但奇蝦缺乏處理三葉蟲堅硬外殼的器官，所以也有觀點認爲牠們無法捕獵三葉蟲。古生物學家認為奇蝦可能利用肢體將許多三葉蟲互相磨擦，將三葉蟲的角質層軟化，讓堅硬外殼破裂。這迫使三葉蟲將身體捲曲以避免被抓住。電腦模擬則顯示奇蝦的嘴部構造更適合獵食柔軟且小型的生物，跟許多三葉蟲碎片無關。
不過，最近對於加拿大奇蝦前附肢的研究認爲：奇蝦主要以柔軟外殼的生物為食，而不是大家所通常認爲的三葉蟲。奇蝦的前附肢是如同刀片狀的，較薄且較柔軟，這導致它們在抓取硬殼獵物時容易發生損壞甚至發生斷裂。同時，奇蝦的口部結構并不能完全閉合，而且也沒有較高的硬度。這説明奇蝦并不是一個合格的三葉蟲捕食者。它們更可能會捕食譬如瓦普塔蝦這樣的較軟獵物。

## 外部連結
- The Anomalocaris Homepage（页面存档备份，存于）